# Ајрале Инфериоре (Торино)
Ајрале Инфериоре (итал. Airale Inferiore) је насеље у Италији у округу Торино, региону Пијемонт.
Према процени из 2011. у насељу је живело 27 становника. Насеље се налази на надморској висини од 285 м.